# أكان لابد يا لي لي أن تضيئي النور (رواية)
أكان لابد يا لي لي أن تضيئي النور رواية للكاتب يوسف إدريس ضمن مجموعة «بيت من لحم» نشرتها مكتبة مصر في 137 صفحة سنة 1971 للمرة الأولى، وضمت عددًا من الحكايات قصتنا هي الثانية في ترتيبها بعد الحاملة لاسم المجموعة.

## مقتطفات الرواية
أنا الخريج الحديث من الأزهر، من صغري أحببت الله، وبإرادتي ربطت وجودي بدينه... السبب إلهي، السبب موقفي من كون ليس فيه ما يستحق الحياة سواه... أكان لا بد يا «لي لي» أن تضيئي النور؟ ... تخرجت وتم تعييني إمام مسجد في الباطنية... كم بدا النور باهرًا، وسط تمام الظلام، مصباح واحد في حجرة السطوح الواحدة، التي أسكنها، ولكنه يكاد يضيء الباطنية كلها، قابعة كمعسكر مزدحم نفق قاطنوه أو رحلوا، البيوت مريضة تتساند، أحشاؤها صغيرة بارزة محشوة كرحم القطط بآدميين، رعيتي ومسئوليتي، بالادق فشلي، بالرغبة المستعرة في إيقاظ الله في نفوس تريد أن تنسى فكرة وجوده. قاتلت، بعد أسبوع ظفرت بأول بارقة، انتعش الأمل، استمتُّ، تخلوا عن الوعود الكاذبة والصهينة وبدأ الضيق، إلحاح آخر، حمر العيون وبالوعيد جاءوا، اسمع، خميرة عكننة مش عايزين، وحسابنا في الآخرة نحن عارفين، والحساب يجمع، بأدبك أهلًا وسهلًا، تدوشنا تاني أنت واللي يصح لك، وبالسليقة عرفت أنهم صادقون، في أعماقهم أيضًا صادقون، يرغبون الله حقًّا وفي أعماقهم مؤمنون، ولكن الحياة، حياتهم، لا تحتمل الله الكامل، إما أن يقبلهم هكذا، وهكذا يعبدونه وإما فلا، لهم دينهم حقًّا، الصلاة فيه ركعتا جمعة كل أسبوع، والنهار صيام في رمضان، هذا صحيح، ولكن المهم أن من الفطار إلى السحور حشيش... أكان لابد يا «لي لي»، أكان لابد؟ ... لم أكن قد عرفت أن العفة مغرية إلى هذا الحد، ولا طرأ بعقلي أني رغم حب الله شاب في الخامسة والعشرين، أنا متبتل، سعيد حتى بالحي الذي كان قاطنوه القدامى من طوائف «الباطنية»... هؤلاء أناس انفرد بهم الشيطان طويلًا وكثيرًا ولم يعودوا يعرفون طريقًا آخر إلا طريق الضلال.
الشيطان حولي وفي كل مكان... أكان لابد يا «لي لي» أن تضيئي النور؟
أنا اسمي «لي لي» ما سمعتش عني؟ صوبت عيني، ارتدَّت نظرتي بصدام مع نظرة أقوى، بالطبع سمعت عنها. إنها نصف إشاعات وأحاديث واستنكارات واستحسانات واتهامات وبراءات أهل الحي. «لي لي» أعجوبتهم بنصفها الإنجليزي ونصفها المصري، بشعرها الأحمر الطويل الكثيف وعيونها العسلية المصرية، «لي لي» ثمرة الزواج الذي دام أسبوعًا بين أمها وبين عسكري إنجليزي اسمه «جوني» قضى مع «بديعة» الأم ليلة، ولم يفعل كشبابنا «الحدقين» ويكتفي بما أصاب من متعة ويفر، العبيط طلب منها في الصباح الزواج، وتم، وبعد اسبوع سافر، وبعدها لم يعد، مات في الحرب، وتكفل هذا الأسبوع الواحد بضمان معاش شهري لم تكن تحلم به «بديعة» ظلت تصرفه من السفارة البريطانية بشيك يأتي من لندن رأسًا لمدى خمسة وعشرين عامًا...
- ربنا يفتح عليكِ، وينور لك طريقك.
- طب ما تنورهولي أنت، ينوبك ثواب.
- النور لابد من الداخل، من القلب، نورك في إيدك.
(أكان لابد يا «لي لي» أن تضيئي النور؟ أكان لابد؟)
- عايزاك تعلمني الصلاة.
- عندي كتاب خذيه.
- أنا عايزة درس خصوصي.
- أستغفر الله العظيم، روحي الله يغفر لك ويسهل لك.
أكثر من مرة حاولت تفاديها فكانت تقتحمني. عيونها شرارة كهرباء تخترق الهواء، قافزة من قطبها المصري إلى قطبها السكسوني. جمالها طاغٍ على الحي محرم. بالقوة حاولوا، بالنقود، بالزحف على البطون، «لي لي» لا تقرب إلا الأجانب، لم تكن تقول، ولكنه السر، سرها الدفين. في النهاية كعهدهم أمام كل مستعصٍ قبلوها كما هي، احترموا أنها ليست لأحد، وما دامت كذلك فهي للكل، يحمونها، ويوصلونها، أخت الجميع المحرمة المرغوبة.
أنا الذي جاء يطرد من هنا الشيطان وتضاءلت طموحاته حتى أصبحت مجرد أن يبعد فقط عن نفسه الشيطان، وعن أوكاره وتنكراته، أجد نفسي هذا الفجر في الشَّرَك، تمامًا في الشَّرَك؟! أنا الذي أردت هزيمته في الناس أجري خوفًا من أن يهزمني في نفسي.
لن أهرب، سأضاعف الإغراء، سأنظر، وسأعاود النظر، سأرتكب الذنب الأصغر، ليتعاظم انتصاري على الذنب الأكبر، نظرت، هي «لي لي» بالتمام، هي الشيطان كاملًا غير منقوص؛ فالإغراء فيها كامل غير منقوص، نائمة هي، تتقلب، جسدها فائر، يغلي، وعلى الفراش وفي دفعات يتدفق! هذا صدرها، هذا شعرها يسيح وعلى موجات يغطي الصدر، والبطن، وينحسر، وتتقلب. يا رب.
انطلقت بصوتي أقاتل، الصوت سلاحي والصوت أنا والصوت كل ما تبقى فيَّ مِن ذاتي والصوت أملي الذي لا أمل سواه، أن أعود أنا، ولم يعد أذانًا ما أقوله، لم يعد الكلام المنغم المحفوظ، كنت أستغيث حقيقة وأعرف أن لا مغيث لي سواه، ومنه وحده ولما أعانيه أطلب الغوث، يا رب، هل يرضيك أن نسقط؟ هل يرضيك أن نأثم؟ هل يرضيك أن يلبسنا الشيطان ويسود؟ أغثني يا إلهي، أدركني، ساعدني، أنا في الهاوية، من ينتشلني سواك؟ أكان لابد يا «لي لي» أن تظلي تتقلبين حتى ينحسر القميص إلى أعلى ويتبدى جسدك تحت وهج الضوء الساطع أبيض يكاد من بياضه يضيء، عاريًا تمامًا، ملتويًا في الفراش، ناشرًا أطرافه، قابضها، أي جحيم كان في داخلك، لا يطفئه عري ولا فجر ولا برودة الدنيا كلها؟ وكل هذا في النور الساطع، أكان لابد يا «لي لي» أن تضيئي النور؟
تلاقت الوجوه في الجامع، غارقة لا تزال بماء الإفاقة والوضوء، ولأنهم لم يعتادوا التلاقي في زمن كهذا ومكان كهذا فقد أحسوا أنهم وكأنما يتعارفون حالًا، واليوم فقط يبدءون، صامتين مذهولين بالنشوة جلسوا يمتصون بآذانهم رحيق الأذان ...  منتصرًا هبطت، مجرَّحًا، قلت الصلاة بلسم الجراح، استقبلت القبلة ونويت ... قرب نهاية الصلاة، نكتة لا تزال تنفجر بها صدور «الحشاشين» في الحي ... النكتة أنهم صلوا الركعة الأولى في أمان الله، وكذلك الثانية، ولم يعد باقيًا على انتهاء ركعتي الفجر إلا السجدة الأخيرة، ثم قراءة التحيات والتشهد والتسليم، أما السجود فقد سجدوا ... ولم تأتِ التكبيرة المنتظرة، وأقلية هذه المرة هي التي عاودها الوسواس، وأقلية أيضًا هي التي بدأت تستنيم للوضع وتريح رؤوسها المتعبة الدائرة، لا تزال، بما فيها من إرهاق وكيوف، أما الأغلبية فقد بدأ شيء من الاستغراب القليل يخالجها ... أن السجدة طالت حقيقة ... ولكن وقتًا مضى، بالضبط لم يستطع أحد تحديده، وإنما حسب رواياتهم يتراوح بين الدقيقتين ونصف الساعة، إذا تجاوزنا عن مغالاة البعض وقولهم إنه استمر حتى سمعوا أذان الظهر من الجامع الأزهر، ناهيك عن المهولاتية الذين يصرون على أنهم، للآن، لا يزالون ساجدين.
وبينما الجميع ساجدون كالقطيع بعد طول ضلاله، كنت قد تسللت عبر النافذة الملاصقة للقبلة، وفي لمح البصر كنت أدق غرفة الدور الثاني السطوح في البيت المقابل. «لي لي» وقد لفت نفسها بملاءة السرير تفتح، بابتسامة مرعوبة قلت لها وأنا أفك زرار الكاكولة الأعلى: «جئت أعلمك الصلاة»، انزلقت الملاءة عنها فضمتها بقوة وهي تستدير توليني الظهر وتقول: أنا اشتريت الأسطوانة الإنجليزي اللي بتعلم الصلاة، لقيتني أفهمها أكتر، متأسفة، وأطفأت النور، أكان لابد يا «لي لي» أن تضيئي النور؟  

## النقد
كتب محمود أيمن على موقع اراجيك في 12 سبتمبر 2020: "إن يوسف إدريس لمحترف بارع، وهو في كثير من قصصه من بينها "أكان لا بد يا لي لي أن تضيئي النور؟" يوصل هذا الانطباع الذي يوصله من يتمطى: القصة بيته وهو فيها مرتاح، لذا ترى تحركه متأنيًّا وتركيزه على عوامل نجاح النص كبيرًا. هو أيضًا يبدو كمن قرأ القصة عشر مرات حتى أمست قصة داخل قصة كالحلم داخل حلم: ترى هذا في تحرك الأسطر وتقديمه للقصص بوصفها تجارب لا تهم نتائجها كثيرًا. لعل هذا الانطباع ما يستفز شانئي الرجل خاصة إذا تحدث عن الجنس، وبشكل أخص حالَ وضعه في سياقات التدين والمساجد ونحوها... لماذا يتعامل الناس مع القصص كأنها مصدر تهديد؟ لماذا يقع لقارئ أن يرى هذه الحروف دنسة مدنسة للمسجد والدين والدعوة والصلاة؟ إن الإنكار المبدئي مفهوم، والنفس تنفر مما يسيء لعقيدتها ... السبب هو تعقد نظر الناس للمذنبين في الحقيقة، ترى هذا في حفلات التنمر الجماعي على مواقع التواصل التي تكرمت علينا بإظهار الحجم الحقيقي لقبحنا. ثم إن الواحد إذا لم يحظ بأمانه وكان تلقيه للدين غير مستقر أساسًا، وقع له بالتأكيد الشعور بالخطر إزاء أحرف رُصت على ورق ... بالطبع قصة "أكان لا بد يا لي لي أن تضيئي النور؟" محاولة للسيطرة على عدد كبير من المتغيرات، كما هي حال قصص كثيرة للرجل، وهو في هذا، مع أنه يبدو عالمًا بالناس وحكاياتهم، لا يمكن أن يكون موثوقًا منزهًا عن التحيز دومًا ... الرواية هي حكاية هزيمة الصالح الذي غلبه الفساد المحيط ... هو خطأ يرتكبه الصالحون إذ يظنون التعامل مع المذنبين لا يفترض أن يجري إلا في طريق الدعوة، فلا يكون تفاعلك معه إلا إخبارًا بذنبه واعتراضًا على أسلوب حياته وتعديدًا لغلطاته وترفعًا ضمنيًّا عنه بخيريتك ... لا تنس أن لحظة إيشاك الشيخ على فعل الإثم كانت أقرب لحظاته إلى ربه وعلمه بضعفه وقلة حيلته وافتقاره إلى العون، لدرجة أن "يوسف إدريس" نفسه تأثر فيما بدا فافتعل النكتة التي هي قوام القصة وجرَّ الحشاشين السكارى من بيوتهم إلى الصوت الصادق، مختلقًا الأرضية التي ستسمح بالتعقيد النهائي لقصة "أكان لا بد يا لي لي أن تضيئي النور؟".
كتب خالد منتصر على موقع المصري اليوم: "للكاتب يوسف إدريس قصة عبقرية بعنوان "أكان لابد يا لى لى أن تضيئي النور؟"، وفيها لا يستطيع المؤذن كبت نداء الرغبة وهو يرى من مرصده العالي جسد لي لي المثير والنور يفضحه ويجسده. القصة صراع ينتصر فيه نداء الجسد في النهاية على كل عوامل الكبت والترويض، ليخرج الشيخ متسائلاً في النهاية بندم "أكان لابد يا لى لى أن تضيئي النور؟".
كتب موقع ساحر الكتب عام 2017: «تم إتهام إدريس حينها بالزندقة أي الكفر وتطاول الأمر لوصفه بعدو الإسلام، إذا .. فنحن أمام عمل (قنبلي التأثير) إذا أمكن لي استخدام مثل هذا الوصف .. كما عودنا عمدة القصص القصيرة» تشيخوف العرب«يوسف إدريس يناقش في القصة نواحي كثيرة ليست دينية فقط ... هنا يطرق إدريس بابا حرج».
كتب صبحي شحاتة على موقع المحطة في 14 يونيو 2021: «تكاد تكون لكل مفردة في هذا النص الرمزي الجميل، وجهان ظاهر وباطن، قديم وجديد، تمامًا مثل النكتة التي سطحها هزلي لاهي، وباطنها الحقيقة ... في البدء كانت النكتة، وفي النهاية ليست نكتةً تمامًا، وإنما حقيقة الألم وتمزق الإنسان».
أكد الكاتب والأديب الكبير يوسف الشاروني، أن يوسف إدريس كانت له طريقة مختلفة عن الأدب القصصي الكلاسيكي الموجود في بداية الخمسينيات، الذي كان من أبرز كتابه في ذلك الوقت محمود جوهر ومحمد تيمور وأنه أدخل نوعاً من التجديد والحيوية على أدب القصة القصيرة".
كتب موقع همس ماجازين بقلم وسام عبد الوهاب: «إدريس ضرب الوتر الحساس القاتل أو خلع النقاب عن البذاءة المحيطة بنا فثار عليه الجميع، ومع إن ناقل الكفر ليس بكافر فلم كفروا إدريس؟ هل لأنه أظهر حقيقة الادعاء في أسلوب الدعوة لكثير من الشيوخ؟ ام لأنه فتح الصندوق الأسود علي النفس البشرية وحقيقتها؟ ... النفس الضعيفة المتناهية الضعف؟».
كتب موقع موسوعة أخضر للكتب: «يتحدث إدريس عن فكرة كبيرة حيث موضع الاختبار، والامتحان الحقيقي لمعدن الإنسان في الثبات على مبادئه وقيمه العالية في مواجهة فتن الحياة والإغراءات المختلفة ... كانت هذه الرواية ضمن أسباب شهرة الأديب والروائي يوسف إدريس، والتي تعتبر ضمن عدد ضخم من الأعمال الرائعة التي كتبها بلغة أدبية سهلة جميلة صادقة قريبة من واقع القارئ».

## الفيلم والرواية
صدر الفيلم تحت عنوان «لي لي» عام 2001 كفيلم قصير مدته 40 دقيقة جاءت النهاية مفتوحة وتحتمل العديد من التكهنات سواء في القصة أو الفيلم، وان كان الفيلم جعل النهاية مقبولة دينياً إلي حد كبير. «الشيطان لم ينتصر علي الله» كما كفروا إدريس بسبب هذه الجملة، الشيطان إنتصر علي حمق الشيخ الذي كان لابد أن تضئ لي لي النور ليواجه نفسه ويخسر، ليكسب فيما بعد.
كتب مروان مجدي على موقع "السينما.كوم": "لااعلم لماذا تم منع الفيلم من العرض هل هو بسبب تهمة تشوية الإسلام أو تشويه صورة رجال الدين ... لم اجد أي صورة من صور تشويه الدين أو حتي رجاله ... القصة مأخوذة لرواية للرائع يوسف إدريس ... مشكله الفيلم الوحيده بالنسبة لي هو مدته القصيرة وهذه ليست مشكلة بالنسبة لكم لان مدته 40 دقيقه وتصنيفه (فيلم قصير) لو كان هذا الفيلم مدته 3 ساعات كنت سأظل منتبهاً في كل مشهد من روعته، وعظمته. تقييمي الأخير للفيلم هو 8/ 10. منح موقع قاعدة بيانات الأفلام على الإنترنت (IMDB) الفيلم تقييم 7.7/ 10، ومنح موقع قاعدة بيانات الأفلام العربية "السينما.كوم" الفيلم درجة 7.5/ 10.
كتب موقع دنيا الفيلم في 16 أغسطس 2016 مقالة تحت عنوان "يوسف إدريس يلهم جيلاً جديداً من السينمائيين: "الفيلم حاصل على جائزة لجنة التحكيم من مهرجان برلين. وفيها يبدع إدريس موقفا كتبه بعين سينمائى حيث يترك إمام الجامع المصلين ساجدين ليهرع صاعداً حيث الفاتنة التي أضاءت النور في غرفتها المواجهة للمسجد. هذه الصورة وهذا الإيقاع الذي أطال في وصفه إدريس نجح المخرج في تقديمه في زمن سينمائى مقنع مستخدماً عناصر اللغة السينمائية من تصوير وشريط صوت وأداء تمثيلى بالطبع من الممثل الصاعد وقتها عمرو واكد".

## وصلات خارجية
https://www.youtube.com/watch?v=8RODUWKHHw4 أكان لابد يا لي لي أن تضيئي النور (رواية)
https://soundcloud.com/user-973039043/fsorefrztw3v أكان لابد يا لي لي أن تضيئي النور (رواية)
http://search.mandumah.com/Record/624412/Description أكان لابد يا لي لي أن تضيئي النور (رواية)
https://www.imdb.com/title/tt0379354/?ref_=tt_rt أكان لابد يا لي لي أن تضيئي النور (رواية)
https://www.startimes.com/?t=22864099 أكان لابد يا لي لي أن تضيئي النور (رواية)
https://elcinema.com/work/1010338/ أكان لابد يا لي لي أن تضيئي النور (رواية)
https://www.almasryalyoum.com/news/details/212966 أكان لابد يا لي لي أن تضيئي النور (رواية)
http://donyaal-film.blogspot.com/2016/08/blog-post.html أكان لابد يا لي لي أن تضيئي النور (رواية)